# NINJA GAIDEN 4
『NINJA GAIDEN 4』（ニンジャガイデン フォー）は、Team NINJA、プラチナゲームズ開発、マイクロソフトから2025年10月22日発売予定のアクションゲームである。通称「ニンジャガ4」。
シリーズとしては2025年8月1日発売予定の『NINJA GAIDEN: Ragebound』と同様、他社からの販売となる。

## 概要
2025年1月24日のXbox Developers Directにて発表された。Xbox Wireのインタビューによるとシリーズの続編を作る構想はあったといい、正式な開発にあたってはフィル・スペンサーの後押しが大きかったという
。
主人公は前作のYAIBAからは変わるものの、リュウ・ハヤブサは登場することが明言されている。

## 登場人物
ヤクモ
本作の主人公。烏の一族で超忍に最も近い男。
リュウ・ハヤブサ
声 - 堀秀行
龍の一族の末裔の超忍。